# Średnia ucinana
Średnia ucinana, średnia obcięta lub średnia trymowana jest obok innych średnich, mody i mediany jedną z miar statystycznych tendencji centralnej. 
Przy obliczaniu średniej ucinanej obserwacje porządkuje się od najmniejszej do największej, odrzuca się mały procent najbardziej ekstremalnych obserwacji na obu krańcach (wartości najmniejsze oraz największe w próbce), na ogół równej liczności, a następnie oblicza się średnią z pozostałych obserwacji. 
Na ogół odrzuca się minimum i maksimum z próbki lub wartości poniżej 25 centyla i powyżej 75 centyla.
Średnia ucinana jest estymatorem mało wrażliwym na wartości odstające.
Skrajna wersja średniej ucinanej, przy usunięciu wysokiego procentu obserwacji w równej liczbie z każdego krańca, to mediana.
Miara ta jest używana do obliczania punktacji w konkursach jazdy figurowej na lodzie i w innych konkursach, w których punkty przyznawane są przez większą liczbę sędziów.